# Mohamed Salah Seddik
Mohamed Salah Seddik, de son vrai nom Mohamed Salah Aït Sedik, né le 19 décembre 1925 au village Abizar, Commune de Timizart, en Kabylie, est un savant, historien, militant pour l'indépendance de l'Algérie et écrivain algérien d'expression arabe.

## Biographie
Après avoir étudié à Tunis dans les années 1940, il a participé activement au mouvement national pour l'indépendance de l'Algérie quand le chef nationaliste Krim Belkacem l'a contacté. Il venait juste de finaliser un de ses livres: Les Desseins du Coran, préfacé par Ahmed Taoufik El Madani. Il a écrit au total 153 livres.
Il était le compagnon de nombreux leaders de la guerre de libération, dont le colonel Amirouche, le colonel Ouamrane, Abderrahmane Mira et Abdelhafid Boussouf.
En 2010, il reçoit la Plume d'Or des écrivains algériens

## Activités

### À l'étranger: Tunisie et Libye
Il écrivait régulièrement une chronique intitulée « Saout etaleb ezitouni » au sein de la Voix de l'étudiant de l'Université Zitouna et participait régulièrement dans la revue: L'Inspiration de la jeunesse. À l'âge de 25 ans, il était auteur d'un ouvrage de quatre tomes. il rencontre Bachir El Kadi, responsable du FLN en Libye. Sedik a été rédacteur à La Résistance, journal du FLN animé par Cheriet, Bechichi, El Mili, Malek et Frantz Fanon. Il inaugure Saout El Djazaïr, Voix de l'Algérie combattante en Libye, le 1er novembre 1958, il rentre au pays après l'indépendance de l'Algérie.

### En Algérie
Il occupe brièvement un poste au ministère des affaires étrangères , puis  son ami Abderahmane Chibane, ministre des affaires religieuses, le nomme à la tête de la direction du Patrimoine et de la restauration des vestiges. En 1997, il se consacre uniquement à l'écriture.

## Œuvres
Il est l'auteur de 153 livres dans divers domaines de sciences et de connaissances historiques, religieuses et littéraires:
- L'Algérie: pays des défis et de résistance (en arabe), الجزائر، بلد التحدي و الصمود. Édition ENAG, 2012, p. 239.
- Les Desseins du Coran (en français). Éditions ENAG, 2002, p. 357.
- L'Islam: éthique et principes. Éditions Dar-el-Noamane, 2006, p. 112.